# San Demetrio ne' Vestini
San Demetrio ne' Vestini é uma comuna italiana da região dos Abruzos, província de Áquila, com cerca de 1 604 habitantes. Estende-se por uma área de 16 km², tendo uma densidade populacional de 100 hab/km². Faz fronteira com Barisciano, Fagnano Alto, Poggio Picenze, Prata d'Ansidonia, Rocca di Mezzo, Sant'Eusanio Forconese, Villa Sant'Angelo.

## Demografia
| Variação demográfica do município entre 1861 e 2011                               |
|                                                                                   |
| Fonte: Istituto Nazionale di Statistica (ISTAT) - Elaboração gráfica da Wikipedia |